# Frontschilder

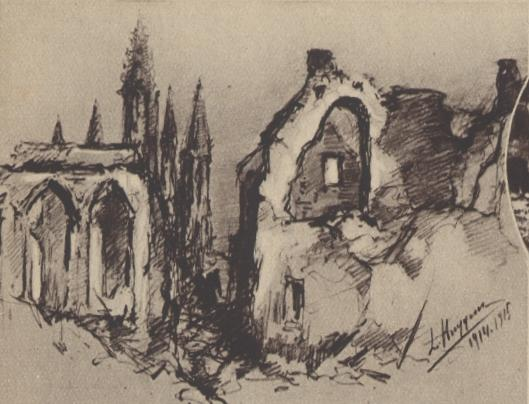
Schets door Léon Huygens, een frontschilder, van Nieuwpoort tijdens de Eerste Wereldoorlog.

Frontschilders zijn leden van de Section artistique (of voluit Section documentaire artistique de l'armée en campagne) van het Belgische leger tijdens de Eerste Wereldoorlog. Ze hadden de opdracht om tijdens de oorlog de situatie en het leven aan het front te schilderen of schetsen. In bredere zin wordt de term frontschilder soms ook gebruikt voor alle schilders die tijdens de Eerste Wereldoorlog werken maakten aan het front, ook voor degenen die niet tot de section artistique behoorden.

## Ontstaan[1]
De Section Artistique werd op 10 mei 1916 opgericht onder stimulans van Alfred Bastien en Léon Huygens. Ook koningin Elisabeth had mee geijverd voor het oprichten van een artistieke legerafdeling. Reeds voordien waren er kunstenaars actief aan het front, maar deze hadden het niet altijd gemakkelijk: ze mochten niet overal komen en zomaar schetsen of foto's maken. De Section Artistique werd vooral opgericht om praktische redenen: makkelijke toegang tot locaties, maar ook tot materiaal.

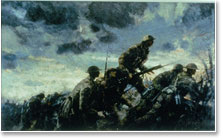
Canadese soldaten, geschilderd door Alfred Bastien tijdens de Eerste Wereldoorlog.

## Werking
De Section Artistique was een echte legerafdeling. Het voordeel voor de kunstenaars was dat ze geen echte soldatentaken kregen: geen wachten, geen vuurgevechten. Het was een verzameling schilders van uiteenlopende achtergrond en met uiteenlopende stijlen. De frontschilders maakten allemaal schetsen of schilderijen van het leven en de indrukken aan het front. Ze kregen doeken, verf en dergelijke in ruil voor werken. Die werken bleven bovendien voor een groot deel in hun bezit. De frontschilders waren vrij in het kiezen van thema's. Typische onderwerpen waren schuilkelders, loopgraven, geruïneerde gebouwen. Het lidmaatschap van de Section Artistique hing vooral af van de keuze van de kunstenaars: men moest zelf een aanvraag doen om toe te treden. De algemene leiding van de Section Artistique zetelde in Hotel Teirlinck in De Panne. Maar de twee belangrijkste centra met kunstenaars bevonden zich in Nieuwpoort en Lo. In Nieuwpoort werden ze onderdeel van de Sapeurs-Pontonniers. De Section Artistique organiseerde zelf fronttentoonstellingen, bijvoorbeeld reeds in september 1916 in De Panne. Koningin Elisabeth was hier een gretige koper. Ook in het buitenland organiseerden ze tentoonstellingen, bijvoorbeeld in 1917 in Zwitserland.

## Leden
Zowel Franstaligen als Vlamingen waren frontschilders. In totaal zijn er 26 geweest. Hieronder de lijst per jaar van toetreden in volgorde van toetreden.
1916
- Alfred Bastien
- Léon Huygens
- Maurice Wagemans
- Charles Houben
- Fernand Allard l'Olivier
- James Thiriar
- Amedée Lynen
- Jules Berchmans
- Victor Thonet
- Jean Lemayeur
- Henri Anspach
- Jos Verdegem
- Henri Dupont

1917
- Médard Maertens
- Georges-Émile Lebacq
- Pierre Paulus
- Achiel Van Sassenbrouck
- Adolphe Renson
- Louis Loncin

1918
- Joe English
- Anne-Pierre de Kat
- Marcel Canneel
- Armand Massonet
- Albert Cels
- Marc-Henri Meunier

Niet bekend wanneer toegetreden
- Iwan Cerf
- Félix Fontaine

## Na de oorlog
Een aantal frontschilders werkte na de oorlog verder en kreeg enige bekendheid. Het grootste deel verdween echter in de vergetelheid. Toch is er af en toe hernieuwde belangstelling. Zo werd in 2008 te Meulebeke een tentoonstelling en tijdelijke wandelroute georganiseerd, onder meer rond de frontschilders.

## Andere oorlogskunstenaars
Oorlogschilders bestaan al vele eeuwen en zijn actief in de meeste oorlogen. Tijdens de Eerste Wereldoorlog was er in België niet alleen een Section artistique, maar ook een Section photographique actief. Officieel heette deze de Service photographique de l'armée belge.